# Étiquette d'avertissement
Une étiquette d'avertissement ou étiquette de mise en garde est une information sur un produit avertissant les personnes utilisatrices des risques liés à son utilisation. Dans le cas des risques pour la santé, on parle d'« avertissement sanitaire » ou de « mise en garde sanitaire ».

## Description
Certaines mises en garde des obligations légales (comme sur les produits du tabac). D'autres sont ajoutées volontairement par les fabricants pour limiter leur responsabilité civile en cas de procès (ce qui se traduit parfois par des avertissements qui semblent énoncer une évidence).
Les étiquettes d'avertissement se trouvent sur les emballages de divers produits, tels que les produits chimiques (inflammables, pesticides, poisons, etc.), les batteries, le tabac, l'alcool et d'autres aliments malsains.

## Exemples

Symbole apposé sur les produits toxiques selon le SGH établi par l'ONU.
Ancien symbole apposé sur les produits toxiques selon la directive 67/548/EEC de la Communauté européenne.
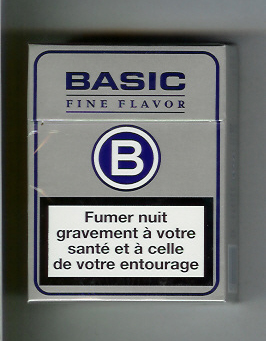
Avertissements sur les paquets de cigarettes en France.
Avertissement sur des boissons alcoolisées (contre l'exposition prénatale à l'alcool).
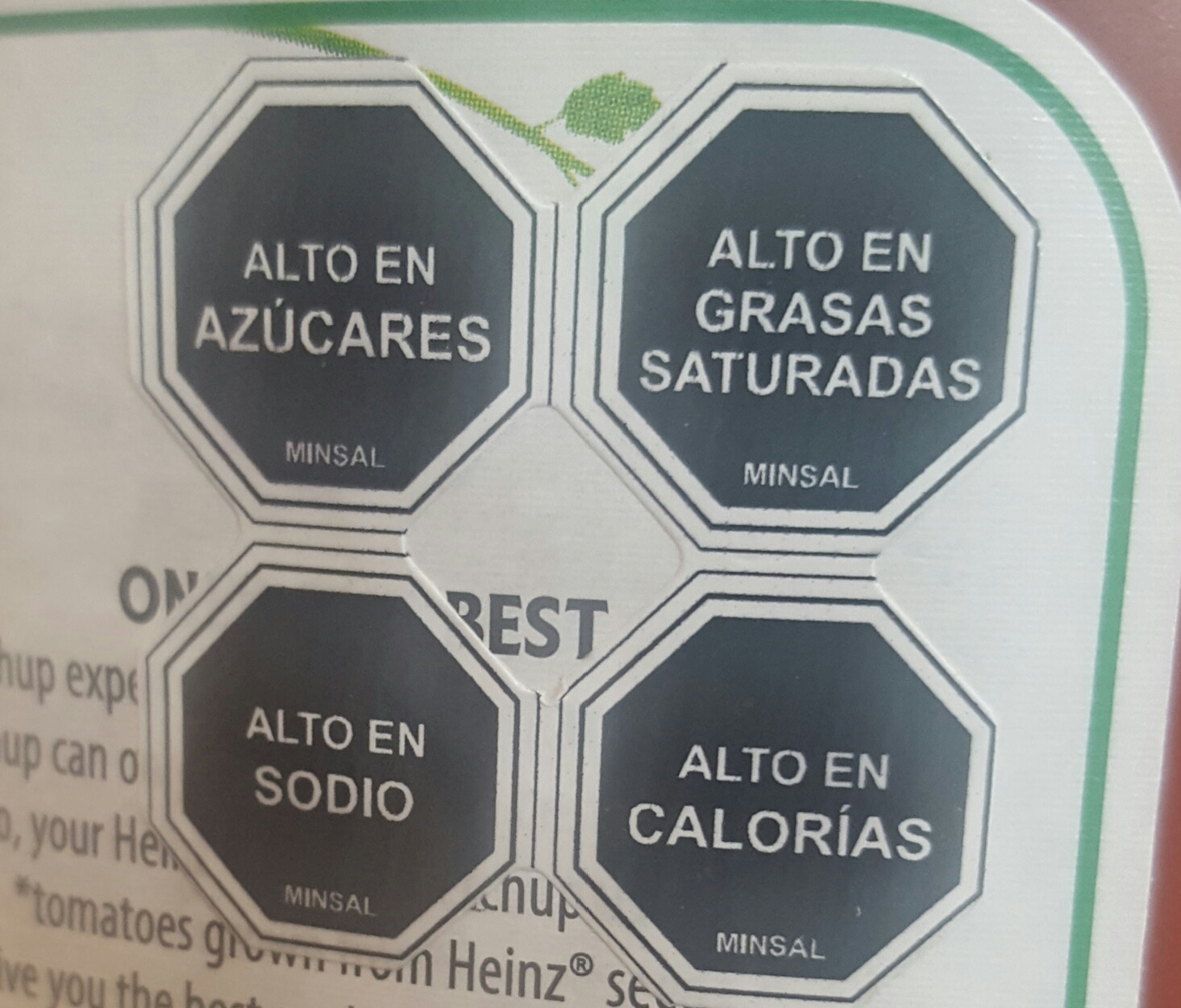
Avertissements sur du ketchup au Chili : excès de sucre, de graisses saturées, de sel et de calories.
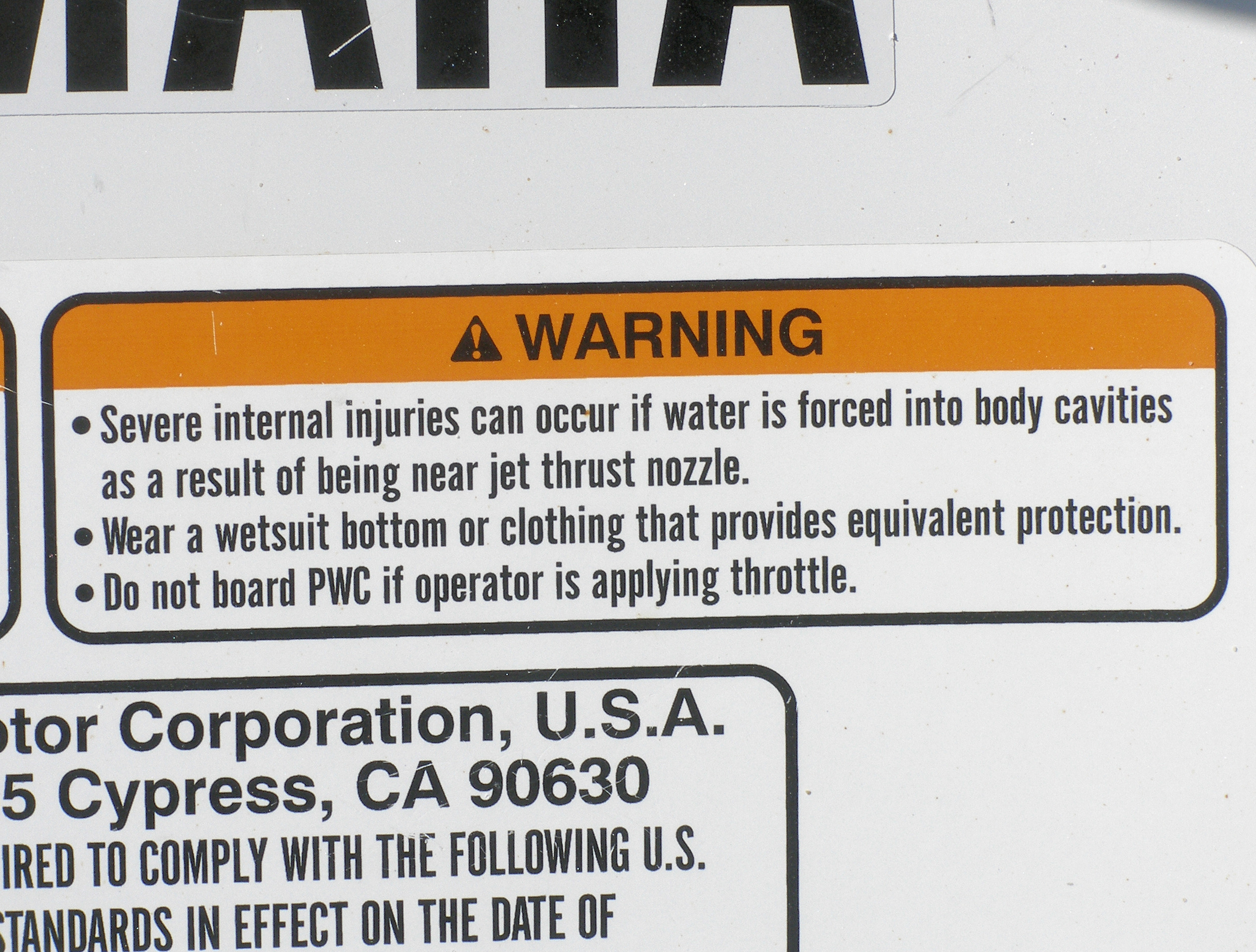
Mises en garde sur une motomarine aux États-Unis.